# Duran-hágó
A Duran-hágó (olaszul: Passo Duran vagy Duràn) egy kisebb forgalmú, 1605 méter magas alpesi hegyi hágó az olaszországi Dolomitok déli részén, Veneto régióban, Belluno megyében, La Valle Agordina és Zoldo Alto községek közigazgatási határán. A hágó útja (SS347) összeköti az északon fekvő Zoldo-völgyet a déli Cordevole-völggyel és Agordo városával. A hágót a északnyugaton a Civetta és Moiazza hegycsoportja, délkeleten a Mezzodi–Pramper–Tamer hegycsoport (a Déli Zoldo-völgyi Dolomitok csoportja) fogja közre.

## Fekvése
A Duran-hágó a Dolomitok délkeleti részén, a Bellunói-Dolomitok csoportjához tartozó Zoldo-völgyi Dolomitok (Dolomiti di Zoldo) más néven Agordinói Dolimitok (Dolomiti Agordine) területén fekszik. Elválasztja egymástól a Zoldói Dolomitok északi alcsoportját (Dolomiti Settentrionali di Zoldo) a déli alcsoporttól (Dolomiti Meridionali di Zoldo). Maga a hágótető egy széles medencében fekszik, amelyet nyugaton a Civetta–Moiazza csoport, keleten a San Sebastiano-hegylánc határol.
A hágó völgye a délnyugatra eső Agordino vidéket (azaz a Cordevole folyó völgyének felső-középső szakaszát, melynek nyelvi-kulturális központja Agordo városa) összeköti az északkeletre eső Zoldo-völggyel. A Duran-hágó völgyének délnyugati kijáratánál, az agordinói oldalon La Valle Agordina község fekszik. Északkeleten a hágóról levezető lejtő a nyugat-keleti irányú Goima-völgybe vezet, ebben a Duran-patak folyik. A Goima-völgy a Forno di Zoldo községhez tartozó Dont településrésznél érkezik a Zoldo-völgybe, a Duran-patak itt a Maè patakba torkollik. La Valle Agordina és Forno di Zoldo községek határvonala a hágón át húzódik.
A Duran-hágó vízválasztó is. Délnyugaton a Cordevole folyó vízgyűjtője fekszik. A hágó északkeleti völgyében, a Goima-völgyben, az északnyugat felől ide torkolló Moiazza-patak és a Goima-völgyben eredő Duran-patak a Zoldo-völgyben folyó Maè patakot táplálják. Mind a Cordevole, mind a Maè később a Piave folyóba torkollik, a Dolomitoktól keletre.

## Közlekedése
A hágón át vezető SS347 sz. főút végig szilárd, aszfaltozott burkolatú, de helyenként keskeny, szűk, élesen kanyargós nyomvonalú. Ez az út délnyugaton Fiera di Primieró-nál indul, a Cismon-völgyből, áthalad a Cereda és az Aurine-hágókon, majd Agordótól jön tovább, fel a Duran-hágóra. Az út felső szakaszain erős emelkedőket kell leküzdeni, mindkét oldalon. Az átlagos meredekség 8%, a legnagyobb meredekség eléri a 15%-ot. Az út hossza Agordo városától a hágón át Dont helységig 22 km. A hágótetőről tiszta időben fenséges kilátás nyílik észak felé, az innen kb. 10 km-re, a Zoldo-völgy fölé emelkedő Monte Pelmo tömbjére (3168 m). Az SS347-es út Forno di Zoldótól keletre tovább folytatódik északkeletnek, a Cibiana-hágón át a Cadore-vidék felé.
A Duran-hágóban két turistaház működik (Rifugio Tomé, Rifugio San Sebastiano).

## Turizmus, sport
A hágón többször átvezették a Giro d’Italia kerékpáros versenyek útvonalát. Bár a Duran-hágó nem tartozik a legmagasabban fekvő hágótetők közé, mindkét oldalról nagy meredekségű szerpentinutak vezetnek fel hozzá, ezért a legnehezebb szakaszok közé sorolják. A hágón átvezet a Granfondo Sportful extrém hosszútávú hegyi kerékpárverseny útvonala is.
Átmegy a hágón az 1. sz. Dolomiti magashegyi túraút, amely nyugatról, a Moiazza hegycsoportban fekvő Carestiato-menedékháztól érkezik, és délnek halad tovább a Zoldo-völgyi Dolomitok déli hegyei, a Monte Tàmer (2547 m), majd a Bellunói Nemzeti Parkban fekvő Monte Talvena (2542 m) és Monte Schiara (2563 m) csúcsain át Belluno városa felé. Ebben a hegycsoportban (a Dolomitok északi és központi csoportjaihoz képest) kisebb a turistaforgalom, nem találkozunk „nagyüzemi turistagyárakkal”. Az 1. sz. Dolomiti magasútba a hágóban más túrautak is betorkollanak. Délről, a Pramperet-menedékháztól jövő Anello Zoldano túraút, északról, Alleghe felől, a Civettán át (vasalt mászóútként) lejövő Tivan-ösvény (Sentiero Tivan) csatlakozik be.
A hágótól több irányban gyalogos túrákra lehet indulni. Nyugat felé a Moiazza lábánál fekvő Malga Duran alpesi fennsík kínálkozik túracélként, itt van a Carestiato-menedékház (Rifugio Bruto Carestiato). Hegyjáróknak ajánlható a keleti irányban emelkedő, 2420 m magas Cima San Sebastiano megmászása.
1975-ben az olasz hadsereg hegyivadászai (Alpini) a hágóban egy kis kápolnát építettek (chiesetta alpina). Minden év augusztusának második vasárnapján itt tartják meg az Alpinik ünnepét (La Festa dei Alpìn).